# Dorje Lingpa
| Tibetische Bezeichnung                  |
| --------------------------------------- |
| Tibetische Schrift: རྡོ་རྗེ་གླིང་པ            |
| Wylie-Transliteration: rDo rje gling pa |

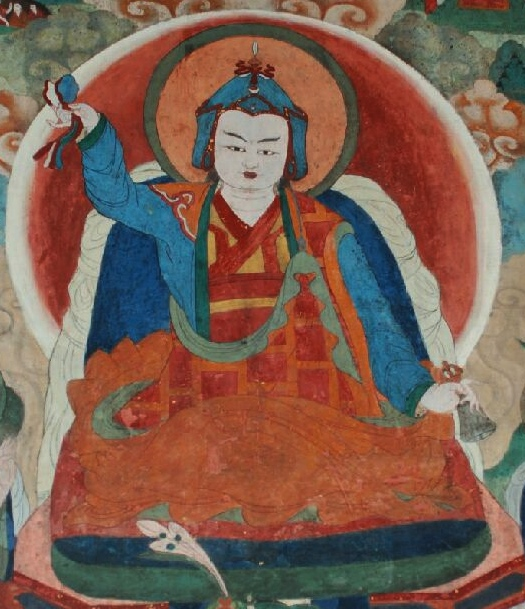
Dorje Lingpa

Dorje Lingpa (tib. rDo rje gling pa; geb. 1346; gest. 1405)
war ein Tertön bzw. Schatzentdecker der Nyingma-Schule des tibetischen Buddhismus. Er war einer der Fünf Tertön-Könige (gter ston rgyal po lnga).